# NGC 1415
NGC 1415 é uma galáxia espiral (S0-a) localizada na direcção da constelação de Eridanus. Possui uma declinação de -22° 33' 51" e uma ascensão recta de 3 horas, 40 minutos e 56,9 segundos.
A galáxia NGC 1415 foi descoberta em 9 de Dezembro de 1784 por William Herschel.